# Brandalm (Dienter Berge)
Die Brandalm ist eine Alm im Salzachpongau im Land Salzburg und gehört zur Stadtgemeinde St. Johann im Pongau im Bezirk St. Johann (Pongau).
Sie liegt direkt unterhalb des Palfner Kogels (Schwarzkogel, 1413 m ü. A.) der Dientner Berge (Salzburger Schieferalpen) auf um die 1110 bis 1200 m ü. A. Höhe.
Die Alm gehört zum Gehöft Brand, Ortschaft und Katastralgemeinde Einöden. Man erreicht sie auf einem Güterweg vom Palfner Dörfl über Birkstein herauf.
Die Alm ist eine kleine Jausenstation. Hier ist auch ein vielbeflogenes privates Fluggelände für Paragleiter/Drachenflieger, das von der Flugschule Austriafly Werfenweng betrieben wird. Dazu gibt es auch einen Taxi-Shuttledienst aus St. Johann herauf.
Im Almgebiet befinden sich auch kleinere Eisenvorkommen, die schon im Hochmittelalter abgebaut wurden.

## Nachweise
- 50418 – St. Johann im Pongau. Gemeindedaten der Statistik Austria

1. ↑  Brandalm. Tourenbeschreibung für Wanderer auf bergfex.at (abgerufen am 29. Mai 2014).
2. ↑  Brandalm (1157 m). Routenbeschreibung für Radler auf quaeldich.de (abgerufen am 29. Mai 2014).
3. ↑  Wilhelm Günther, Robert Krauß; Roland Floimair (Hrsg.): Norisches Eisen: Montan- und Wirtschaftsgeschichte des Eisens in Salzburg. Band 196 von Schriftenreihe des Landespressebüros, Serie Sonderpublikationen. Verlag Land Salzburg – Landespressebüro, 2004, Gemeindegebiet St. Johann im Pongau, S. 13.

Koordinaten: 47° 22′ 18,2″ N, 13° 10′ 53″ O